# Courseulles-sur-Mer
Courseulles-sur-Mer es una comuna francesa situada en el departamento de Calvados, en la región de Normandía.
La población de la localidad sobrepasa los 20 000 habitantes en el período estival.

## Demografía
| 1684 | 1938 | 2538 | 2992 | 3182 | 3886 | 4185 |
| Para los censos de 1962 a 1999 la población legal corresponde a la población sin duplicidades (Fuente: INSEE [Consultar]) |      |      |      |      |      |      |

## Historia
El origen de la localidad se remonta al siglo XII. En ese momento algunos incendios en un lugar llamado "les fosses Saint-Ursin", actualmente en el cruce de las rutas de Beny/Reviers, dieron origen al poblado.
El 6 de junio de 1944 la playa de Courseulles fue el teatro de combates importantes llevados adelante por los regimientos canadienses que liberaron la ciudad.
El 14 de junio de 1944 el general de Gaulle cruzó el canal de la Mancha a bordo del destructor La Combattante y desembarcó en la costa entre Courseulles y Graye-sur-Mer.